# Andreas Wilhelm (Schriftsteller)

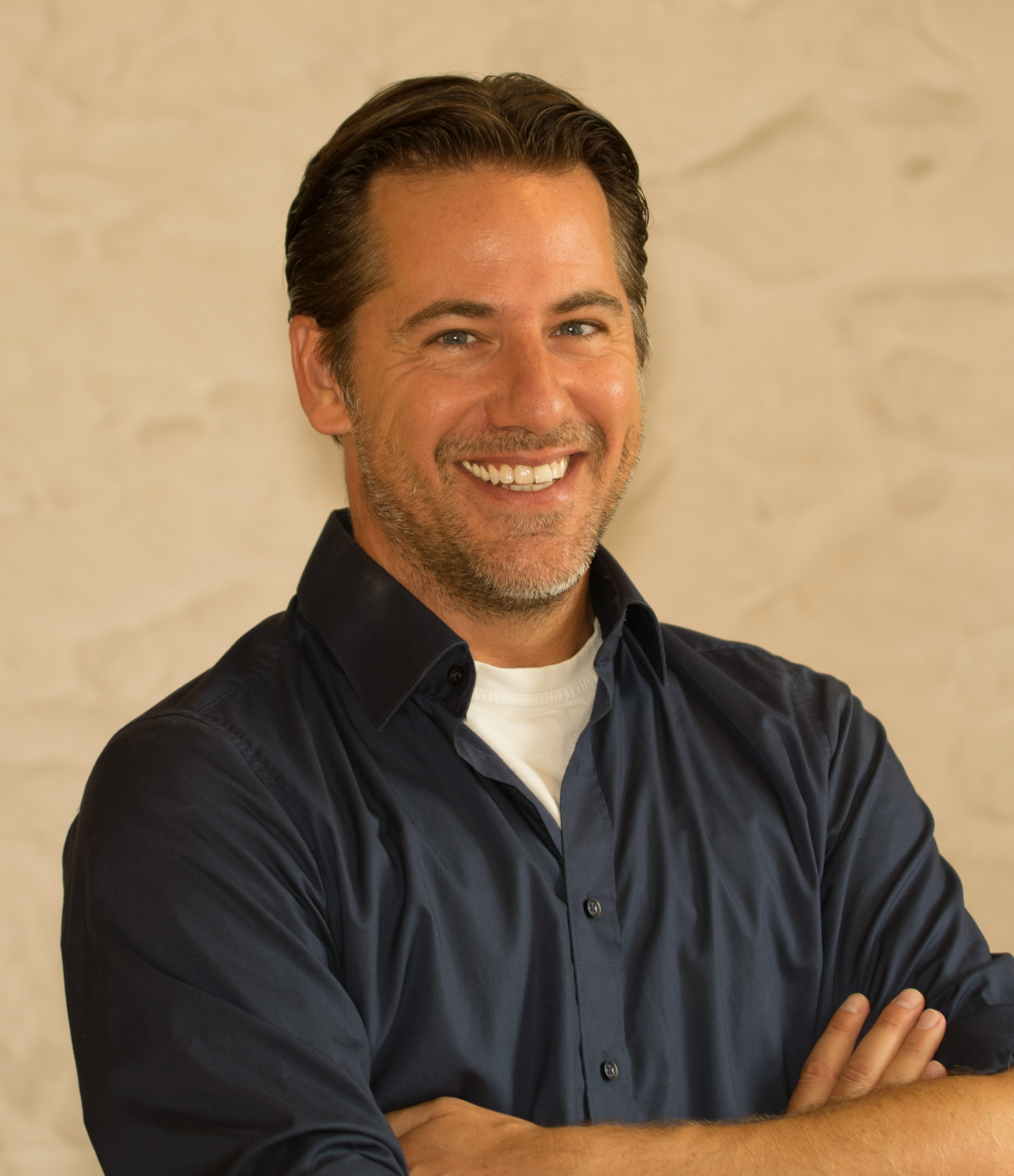
Andreas Wilhelm

Andreas Wilhelm (* 1971 in Solingen) ist ein deutscher Schriftsteller.

## Leben
Andreas Wilhelm wurde 1971 in Solingen geboren und wuchs wegen der beruflichen Tätigkeit seines Vaters im diplomatischen Dienst des Auswärtigen Amts in Südafrika, der Schweiz, Nigeria und Portugal auf. Nach dem Abitur zog er nach Hamburg und begann nach einer Grafik-Design Ausbildung seine Berufslaufbahn im Multimedia-Bereich. Er leitete die Hamburger Konzeptionsabteilung der damals führenden deutschen Multimedia-Agentur, gab Schulungen und referierte auf Fachtagungen. Seit 2011 arbeitet er als Projektleiter in der Konzernzentrale eines internationalen Unternehmens in Zürich.
Andreas Wilhelm schreibt seit 1997, zunächst Kinder- und Jugendbücher, die sich mit Computer- und Internet-Themen beschäftigen. Seit 2006 kamen Romane hinzu, die sich mit Rätseln, Geschichte und vergangenen Kulturen befassen. Sein Debütroman, „Projekt Babylon“, wurde in neun Sprachen übersetzt, die Filmrechte an die Constantin TV Produktion verkauft.
Er gründete im Jahr 2005 das Montségur Autorenforum, war Vorstandsmitglied der Hamburger Autorenvereinigung und von 2011 bis 2015 stellvertretender Bundesvorstandsvorsitzender im Verband deutscher Schriftsteller (VS in ver.di). 2017 gründete er die Montségur Akademie, ein Fortbildungsangebot für Autorinnen und Autoren, sowie 2020 den Montségur Video-Kanal auf YouTube.

## Werke
- Copy Cats. Kerle, Freiburg 1997, ISBN 3-451-70215-0.
- Welcome @ Internet. Kerle, Freiburg 2000, ISBN 3-451-70305-X.
- Mein Computer. Ravensburger Buchverlag, Ravensburg 2004, ISBN 3-473-33296-8.
- Projekt: Babylon. Limes, München 2006, ISBN 3-8090-2489-9.
- Projekt: Sakkara. Limes, München 2007, ISBN 978-3-8090-2490-3.
- Projekt: Atlantis. Limes, München 2009, ISBN 978-3-8090-2537-5.
- Hybrid. Blanvalet Taschenbuch Verlag 2011, ISBN 978-3-442-37356-7.